# Tadija Smičiklas
Tadija Smičiklas (Reštovo, Žumberak, 1. listopada 1843. – Zagreb, 8. lipnja 1914.), bio je hrvatski povjesničar, političar i publicist, predsjednik Hrvatske akademije znanosti i umjetnosti, rektor Zagrebačkog sveučilišta i predsjednik Matice hrvatske. Proglašen je za počasnog građanina Grada Zagreba.

## Životopis
Tadija Smičiklas rođen je u Reštovu 1843. godine. Školovao se u obližnjim Sošicama, nakon čega je pohađao Klasičnu gimnaziju u Zagrebu koju je završio 1863. godine. U Grkokatoličko sjemenište u Zagrebu na Gornjem gradu je primljen, ali je maturirao kao laik, jer je napustio sjemenište da bi se posvetio profesorskom zvanju. Od 1863. do 1864. godine bio je profesorom povijesti i hrvatskog jezika u osječkoj gimnaziji. 1864. godine studirao je povijest i zemljopis u Pragu, a 1865. povijest u Beču. Diplomirao je povijest na Sveučilištu u Beču 1869. godine.
Nakon studija bio je profesorom povijesti i hrvatskoga jezika na riječkoj gimnaziji (1870. – 1873.), a od 1873. do 1881. godine bio je profesorom na Klasičnoj gimnaziji u Zagrebu. 1882. godine postao je redovitim profesorom na Katedri hrvatske povijesti i pomoćnih povijesnih znanosti Filozofskoga fakulteta u Zagrebu.
Godine 1883. izabran je redovitim članom JAZU. Studijske godine 1886./87. bio je dekan Filozofskoga fakulteta, a odmah potom izabran je i za rektora hrvatskoga sveučilišta u Zagrebu (1888. – 1898.). Od 1875. godine odbornikom je Matice hrvatske, a 1889. – 1891. i njezinim predsjednikom. Zajedno s Ivanom Kukuljevićem Sakcinskim založio se  1874. godine za preimenovanje Matice ilirske u Maticu hrvatsku. Godine 1900. izabran je za predsjednika JAZU i na tom položaju ostao je do smrti. Umirovljen je 1905. godine, na vlastitu molbu.
Smičiklas je bio izuzetno štovan u svim staležima društva i kao veliki domoljub i kao sjajan znanstvenik. Kako je bio neženja često se kod njega skupljala intelektualna zagrebačka (i hrvatska) elita.
Umro je u Zagrebu, 8. lipnja 1914. godine. Pokopan je na zagrebačkome groblju Mirogoju.

## Politička djelatnost
Pripadao je Neodvisnoj narodnoj stranci. U dva mandata bio je zastupnikom Neodvisne narodne stranke u Hrvatskome saboru (1884. – 1887. i 1897. – 1902.). Protivio se agresivnoj provedbi i promidžbi madžaronske politike u Hrvatskoj. Bio je pristaša i štovatelj Račkoga i Strossmayera, a njegovi zastupnički govori u Hrvatskom saboru imali su velikoga odjeka. Tako je 1891. godine u Saboru izjavio: "Mi hoćemo da nezavisna Hrvatska ima onaj položaj u monarhiji, koji imade i Ugarska". Također su glasoviti njegovi govori protiv bana Khuena povodom "arhivske afere" (otuđenja velikoga dijela hrvatske arhivske građe i njezina premještaja u Budimpeštu), te je učestalo tražio da se "komorski spisi" vrate u Zagreb.

## Znanstvena djelatnost
Znanstveni ugled učvrstio je objavljivanjem, u deset knjiga, velike zbirke hrvatskih pravnih tekstova od samih početaka, Codex diplomaticus regni Croatiae, Dalmatiae et Slavoniae.
Poviest hrvatska koju je izdao je u dvije knjige (prvi dio izlazi u Zagrebu 1882. godine, a drugi dio 1879. godine, dakle, obrnutim redosljedom) prva je cjelovita sinteza povijesti hrvatskoga naroda koja je izuzetno mnogo podigla nacionalni osjećaj kod Hrvata.

## Djela
Nepotpun popis
- Život i djela Vjekoslava Babukića, Zagreb, 1876.
- Poviest hrvatska. Po vrelih napisao Tade Smičiklas. Dio drugi. Od godine 1526-1848., Matica hrvatska, Zagreb 1879.
- Poviest hrvatska. Po vrelih napisao Tade Smičiklas. Dio I. Od najstarijih vremena do godine 1526., Matica hrvatska, Zagreb, 1882.
- Obrana i razvitak hrvatske narodne ideje od 1790. do 1835., Rad JAZU, sv. 80, Zagreb, 1885.
- Govor Tadije Smičiklasa držan u saborskoj sjednici dne 3. listopada 1885: (po stenografičkih bilježkah), Zagreb, 1885.
- O postanku Gundulićeva "Osmana": u slavu njegove tristogodišnjice govorio prigodom svoje inštalacije za rektora Hrvatskoga sveučilišta g. 1887-8 Tade Smičiklas, Zagreb, 1887.
- Dvijestogodišnjica oslobođenja Slavonije, 2 sv. (Dio 1: Slavonija i druge hrvatske zemlje pod Turskom ; Rat oslobodjenja; Dio 2: Spomenici o Slavoniji u XVII. vijeku: (1640-1702.): u prilogu karta Slavonije u vrijeme požarevačkog mira), JAZU, Zagreb, 1891.
- Život i djela Ivana Kukuljevića Sakcinskog, Zagreb, 1892.
- Spomen knjiga Matice Hrvatske, Matica hrvatska, Zagreb, 1892. (suautor Franjo Marković)[9]
- Ivan Mažuranić, Izdanje Matice hrvatske, Zagreb, 1892.
- Život i djela dra. Franje Račkoga, JAZU, Zagreb, 1895.
- Govor Tadije Smičiklasa u Hrvatskom saboru u adresnoj debati dne 25. kolovoza 1897, Zagreb, 1897.
- Nacrt života i djela biskupa J. J. Strossmayera i izabrani njegovi spisi: govori, rasprave i okružnice: napisao i sabrao Tade Smičiklas, JAZU, Zagreb, 1906.

## Priznanja
- Bio je počasnim građaninom Zagreba, Varaždina i Karlovca.
- Sveučilište u Zagrebu svoj je prvi počasni doktirat dodijelilo Tadiji Smičiklasu 1913. godine

## Vanjske poveznice
Mrežna mjesta
- Tadija Smičiklas  Arhivirana inačica izvorne stranice od 9. srpnja 2007. (Wayback Machine)
- Tade Smičiklas: Poviest hrvatska, I. dio
- Tade Smičiklas: Poviest hrvatska, II. dio
- Tadija Smičiklas: Dvijestogodišnjica oslobođenja Slavonije
- Tade Smičiklas: Život i djela dra. Franje Račkoga
- Tade Smičiklas: Život i djela Vjekoslava Babukića
- Tade Smičiklas i Franjo Marković: Spomen knjiga Matice hrvatske